# سینه‌لیمویی چتم
سینه‌لیمویی چتِم (نام علمی: Petroica macrocephala chathamensis) نام یک زیرگونه از گونه سینه‌لیمویی است.